# 蒙诺
蒙诺（義大利語：Monno），是意大利布雷西亚省的一个市镇。总面积30平方公里，人口571人，人口密度19.0人/平方公里（2009年）。国家统计（ISTAT）代码为017110。